# 변중석
변중석(邊仲錫, 1921년 8월 16일 ~ 2007년 8월 17일)은 정주영 현대그룹 창업주의 배우자이다.

## 생애
근처 동네 집안 출신 정주영과 선으로 결혼한 그녀는, 정주영이 서울에서 살던 시절부터 묵묵히 내조를 했다. 평소 검소했다고 하며, 정주영이 자신의 첩과 낳은 정몽준,정몽윤,정몽일도 친자식처럼 보살피고 7남 1녀를 둔 후 2001년 정주영과 사별하였으며, 2002년 2월 이후 5년간 지병으로 투병하다가 2007년 8월 17일, 향년 86세로 별세하였다.

## 가족 관계
| 관계     | 이름   | 출생   | 사망       | 활동사항                  | 비고                                      |
| -------- | ------ | ------ | ---------- | ------------------------- | ----------------------------------------- |
| 시아버지 | 정봉식 | 1884년 | 1946년     | 농부                      |                                           |
| 시어머니 | 한성실 | 1886년 | 1953년 1월 |                           | 1946년 남편과 사별함.                     |
| 배우자   | 정주영 | 1915년 | 2001년     | 현대그룹 창업주           |                                           |
| 장남     | 정몽필 | 1934년 | 1982년     | 前 현대제철 회장          | 의붓 아들                                 |
| 자부     | 이양자 | 1943년 | 1990년     |                           |                                           |
| -손녀    | 정은희 | 1971년 |            |                           |                                           |
| -손녀    | 정유희 | 1973년 |            |                           |                                           |
| 차남     | 정몽구 | 1938년 |            | 현대자동차그룹 명예회장   |                                           |
| 자부     | 이정화 | 1939년 | 2009년     |                           |                                           |
| -손녀    | 정성이 | 1962년 |            | 이노션 고문               | 선두훈 대전선병원 이사장의 부인           |
| -손녀    | 정명이 | 1964년 |            | 현대커머셜 고문           | 정태영 현대카드 사장의 부인               |
| -손녀    | 정윤이 | 1968년 |            | 해비치호텔앤드리조트 전무 | 前 신성재 현대하이스코 사장의 부인        |
| -손자    | 정의선 | 1970년 |            | 현대자동차그룹 회장       |                                           |
| 3남      | 정몽근 | 1942년 |            | 현대백화점 명예회장       |                                           |
| 자부     | 우경숙 | 1951년 |            |                           |                                           |
| -손자    | 정지선 | 1972년 |            | 현대백화점그룹 회장       |                                           |
| -손자    | 정교선 | 1974년 |            | 현대백화점그룹 부회장     |                                           |
| 장녀     | 정경희 | 1944년 |            |                           |                                           |
| 사위     | 정희영 | 1940년 |            |                           |                                           |
| 4남      | 정몽우 | 1945년 | 1990년     | 前 현대알루미늄 회장      |                                           |
| 자부     | 이행자 | 1945년 |            |                           |                                           |
| -손자    | 정일선 | 1970년 |            | 현대비앤지스틸 사장       | 구자엽 LS전선 회장의 차녀 구은희의 배우자 |
| -손자    | 정문선 | 1974년 |            | 현대비앤지스틸 부사장     |                                           |
| -손자    | 정대선 | 1977년 |            | 현대비에스앤씨 사장       | KBS 아나운서 노현정의 배우자              |
| 5남      | 정몽헌 | 1948년 | 2003년     | 前 현대그룹 회장          |                                           |
| 자부     | 현정은 | 1955년 |            | 현대그룹 회장             |                                           |
| -손녀    | 정지이 | 1977년 |            |                           |                                           |
| -손녀    | 정영이 | 1984년 |            |                           |                                           |
| -손자    | 정영선 | 1985년 |            |                           |                                           |
| 6남      | 정몽준 | 1951년 |            | 대한축구협회 명예회장     |                                           |
| 자부     | 김영명 | 1956년 |            |                           | 김동조 前 외무부 장관의 3녀               |
| -손자    | 정기선 | 1982년 |            |                           |                                           |
| -손녀    | 정남이 | 1983년 |            |                           |                                           |
| -손녀    | 정선이 | 1986년 |            |                           |                                           |
| -손자    | 정예선 | 1996년 |            |                           |                                           |
| 7남      | 정몽윤 | 1955년 |            | 현대해상화재보험 회장     |                                           |
| 자부     | 김혜영 | 1960년 |            |                           |                                           |
| -손녀    | 정정이 | 1984년 |            |                           |                                           |
| -손자    | 정경선 | 1986년 |            |                           |                                           |
| 8남      | 정몽일 | 1959년 |            | 현대기업금융 회장         |                                           |
| 자부     | 권준희 | 1962년 |            |                           |                                           |
| -손자    | 정현선 | 1989년 |            |                           |                                           |
| -손녀    | 정문이 | 1991년 |            |                           |                                           |